# MBB/Kawasaki BK 117
MBB/Kawasaki BK.117  — двухмоторный легкий многоцелевой вертолет. Он был совместно разработан и произведен немецкой компанией Messerschmitt-Bölkow-Blohm (MBB) и японской компанией Kawasaki. Позднее MBB была куплена компанией Daimler-Benz и в конечном итоге стала частью Eurocopter, которая впоследствии была переименована в Airbus Helicopters.
25 февраля 1977 года MBB и Kawasaki подписали соглашение о сотрудничестве, чтобы отказаться от своих независимых усилий по проектированию двухмоторных вертолетов общего назначения в пользу совместного проекта по разработке нового многоцелевого вертолёта. Хотя расходы на программу делились поровну, работа была разделена на определенные области проектирования и производства. MBB использовала свой опыт работы с двигателями, трансмиссией и главным валом несущего винта, используемых на более раннем вертолёте Bo 105, для разработки большинства динамических систем и органов управления полетом, в то время как Kawasaki сосредоточилась на планере, элементах конструкции и различных других компонентах летательного аппарата. 13 июня 1979 года первый изготовленный MBB совершил свой первый полет в Оттобрунне, в Баварии. Несколько месяцев спустя за ним последовал прототип изготовленный Kawasaki в Гифу, регион Тюбу, Япония, 10 августа 1979 года. Серийное производство осуществляется в обеих странах с 1981 года.
Конструктивно ВК.117 является дальнейшим развитием известного вертолета Во-105 фирмы MBB. При его создании широко использовались конструктивные решения и прогрессивные технологии, уже опробованные и хорошо зарекомендовавшие себя на этом вертолёте.
Каждая компания создала собственную линию окончательной сборки, производя BK 117 для своих регионов продаж. BK 117 оказался популярным для пассажирских перевозок и в роли VIP-транспорта. Салон может быть оснащен различными конфигурациями сидений, вмещая от семи до десяти пассажиров. Он также используется для различных операций, таких как перевозка грузов на внешней подвеске, служба в качестве вертолёта правоохранительных органов, в качестве вертолёта воздушной скорой помощи и поисково-спасательных работ. В 1990-х годах из-за его популярности был разработан усовершенствованный вариант, первоначально продававшийся как BK 117 C-2, прежде чем был переименован в EC 145, а затем в Airbus Helicopters H145.
Оригинальные BK 117, Eurocopter EC 145 и Airbus Helicopters H145 обычно считаются принадлежащими к одному семейству вертолётов, несмотря на разный маркетинг и наименования.

## Разработка и производство

### Первоначальная разработка

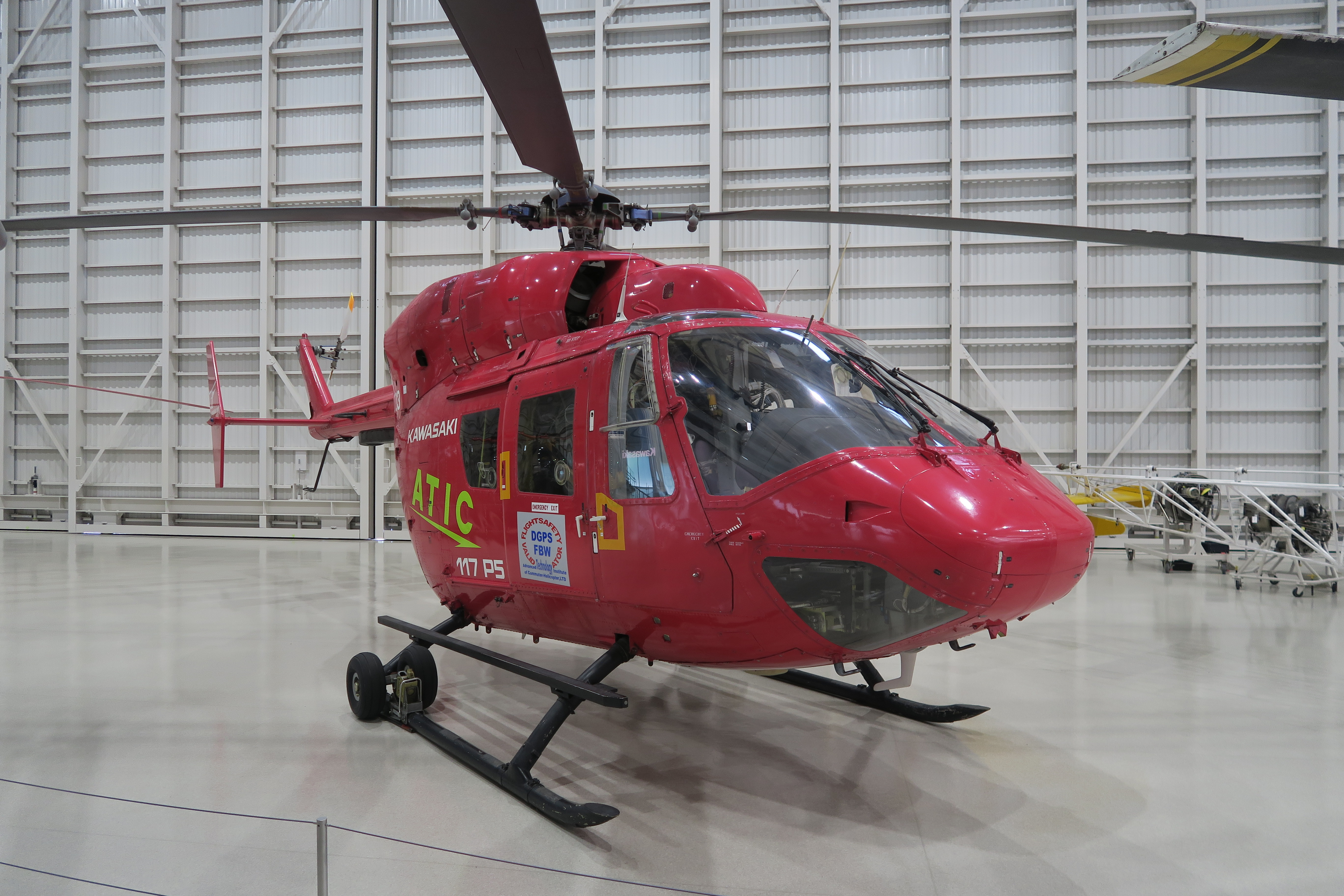
Третий прототип BK 117 (и первый японский) в Аэрокосмическом музее в городе Какамигахара

По словам авиационного автора Дж. Маккеллана, BK 117 берет свое начало от более раннего винтокрылого аппарата, разработанного и произведенного немецкой авиакосмической компанией Messerschmitt-Bölkow-Blohm (MBB) — Bo 105. Этот вертолет, который оказался коммерчески успешным, использовал революционный бесшарнирный несущий винт из стекловолокна, разработанный немецким инженером Людвигом Бёльковым. Создав репутацию надежного и безопасного вертолета, в начале 1970-х годов MBB вместе с одним из своих основных акционеров, Boeing Vertol, начала изучать варианты производства увеличенной производной модели этого вертолёта . Однако вскоре Boeing вышла из предприятия, что привело к тому, что MBB начала искать другого партнера, в итоге им стала японская компания Kawasaki Heavy Industries.
25 февраля 1977 года MBB и Kawasaki подписали соглашение о сотрудничестве в разработке нового винтокрылого аппарата. По условиям этого соглашения две корпорации объединили свои ранее отдельные проекты по производству двухмоторных вертолетов общего назначения: Bo 107 от Messerschmitt-Bölkow-Blohm и KH-7 от Kawasaki. Все  расходы на разработку изначально были разделены поровну между двумя партнерами. Однако, в ноябре 1977 года программа получила огромный импульс, когда правительство ФРГ объявило, что оно профинансирует половину расходов на разработку. К апрелю 1978 года были завершены исследования по определению облика проекта, что позволило инженерам компаний приступить к этапу детального проектирования.
Обе фирмы отвечали за отдельные элементы конструкции нового вертолёта. MBB отвечала за разработку несущего винта и главного вала (они были основаны на бесшарнирной жесткой схеме, ранее использовавшейся на Bo 105 MBB), хвостовой балки, органов управления полетом и гидравлической системы, в то время как японская сторона взяла на себя разработку шасси, планера, главной трансмиссии, электрической системы и других второстепенных компонентов. Немецкий производитель автомобилей BMW выступил в качестве консультанта по стилю BK 117. Согласно совместному соглашению, каждая компания создала собственную линию окончательной сборки для данного вертолёта, на которой они будут производить летательные аппараты для удовлетворения спроса на своих местных рынках.
Первоначально каждая компания намеревалась построить по паре прототипов (но на самом деле Kawasaki решила построить только один прототип), которые должны были быть завершены к 1979 году. Один из них для летных испытаний, а другие для статических испытаний на стенде. 13 июня 1979 года  прототип MBB совершил свой первый полет в Оттобрунне в Баварии. Несколько месяцев спустя  за ним последовал прототип Kawasaki в Гифу, регион Тюбу 10 августа 1979 года. Темпы разработки программы были медленнее, чем ожидалось, и эта проблема усугублялась нехваткой квалифицированной рабочей силы, особенно в MBB. Хотя изначально планировалось, что вертолёт получит сертификат летной годности до конца 1980 года, немецкая сертификация была пройдена только 9 декабря 1982 года, а вскоре после этого 17 декабря 1982 года последовало получение сертификата в Японии. 29 марта 1983 года этот вертолёт получил важнейший сертификат Федерального управления гражданской авиации США, что дало ему разрешение на широкое использование на всех потенциальных рынках.

### Дальнейшая разработка и производство

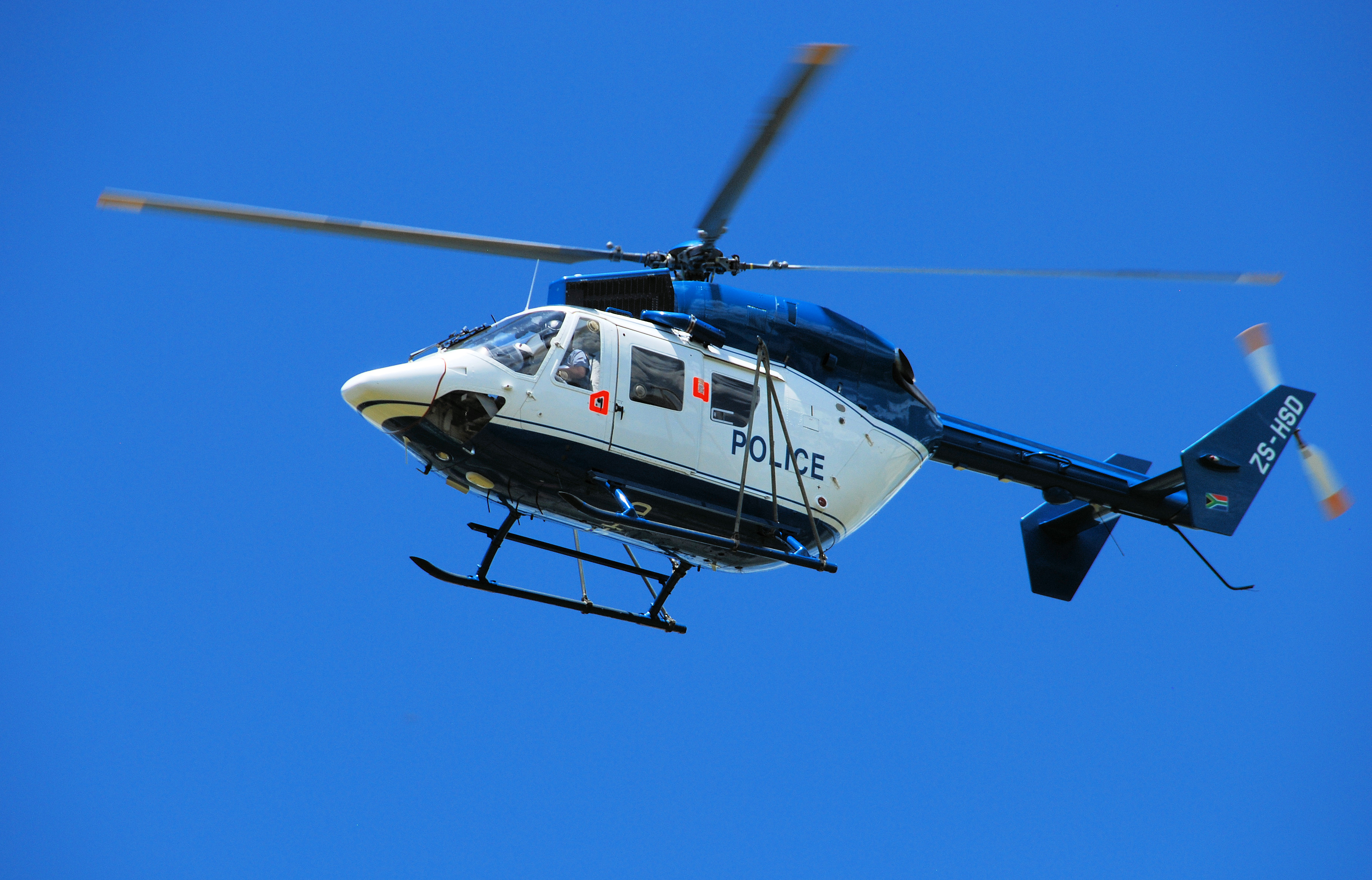
MBB BK117A-3 полиции ЮАР

В 1983 году была впервые поставлена заказчику первоначальная серийная версия, получившая обозначение  BK 117A-1. Вертолёт имел массу 2850 кг, и был произведен в количестве нескольких штук. В начале 1985 года был сертифицирован вариант BK 117A-3, отличающийся увеличенной максимальной взлетной массой (до 3250кг) и рулевым винтом большого диаметра с лопастями, имеющими геометрическую закрутку. Два года спустя был представлен вариант BK 117A-4, оснащенный двигателями LTS 101-750B-1 для улучшения высотных характеристик вертолёта, наряду с улучшениями внесенными в трансмиссию несущего винта и конструкцию хвостовой балки, а также топливным баком большей емкости. В 1990 году американское подразделение MBB запустило специальную корпоративную версию BK 117. Вертолёт был оснащен цифровой автоматической системой управления полетом SPZ-7000 производства Honeywell и новым комплектом пилотажных приборов Bendix/King (EFIS). В 1992 году в эксплуатацию поступил самолет BK 117C-1, оснащенный обновленной приборной панелью EFIS, усовершенствованной системой контроля окружающей среды, а также обладающий улучшенными характеристиками при высоких температурах и в условиях высокогорья.
На определенном этапе производства и модернизации значительное внимание уделялось концепции специального военизированного варианта этого вертолёта. Во время проведения Парижского авиасалона 1985 года широкой публике был представлен макет вооруженного ударного вертолета, получившего обозначение BK 117A-3M. Согласно анонсу производителей, этот вариант мог быть вооружен пусковыми установками для восьми противотанковых ракет Euromissile HOT 2 и установленной под фюзеляжем турелью производства Lucas Industries для пулемета Browning M2 калибра 12,7 мм, наводимого с помощью нашлемного прицела. Он также должен был быть оснащен различными усовершенствованными приборами наведения на цель, включая стабилизированный прицел SFIM APX-M 397, установленный на крыше. Для обеспечения достаточного дорожного просвета для турельной установки также потребовалось бы использование более высоких шасси с полозьями.
В 1990-х годах в результате коммерческого успеха BK 117 была разработана существенно усовершенствованная  версия этого вертолёта, первоначально продававшаяся под наименованием BK 117 C-2, позже в результате корпоративного ребрендинга как EC 145, и затем окончательно как Airbus Helicopters H145. Эта улучшенная версия базового вертолёта имела существенный коммерческий успех, и в конечном итоге заменила оригинальный BK 117 в производстве. Всего двумя компаниями было изготовлено 443 единицы BK 117, 329 машин (и два прототипа) были произведены MBB на их заводе в Донаувёрте, в то время как 111 (и один прототип) были произведены Kawasaki в Японии. В 1980-х годах было заключено соглашение с компанией Indonesian Aerospace, что позволило производить BK 117 по лицензии в Индонезии, который соответственно получил наименование NBK 117, однако, по словам автора экономических статей Сёрена Эрикссона, индонезийская производственная программа была свёрнута после того, как было выпущено всего несколько вертолётов.
После прекращения производства третьи стороны разработали собственные программы модернизации для уже выпущенных BK 117. В 2010 году компания Airwork запустила собственную программу модернизации для этого вертолёта, заменив оригинальный двигатель LTS101-750B-1 на более новый двигатель LTS101-850B-2, увеличив как его производительность, так и надежность и запасы по безопасности, что привело к появлению версии BK117-850D2. В итоге, к 2016 году Airwork модернизировала таким образом около 50 летательных аппаратов.

## Конструкция

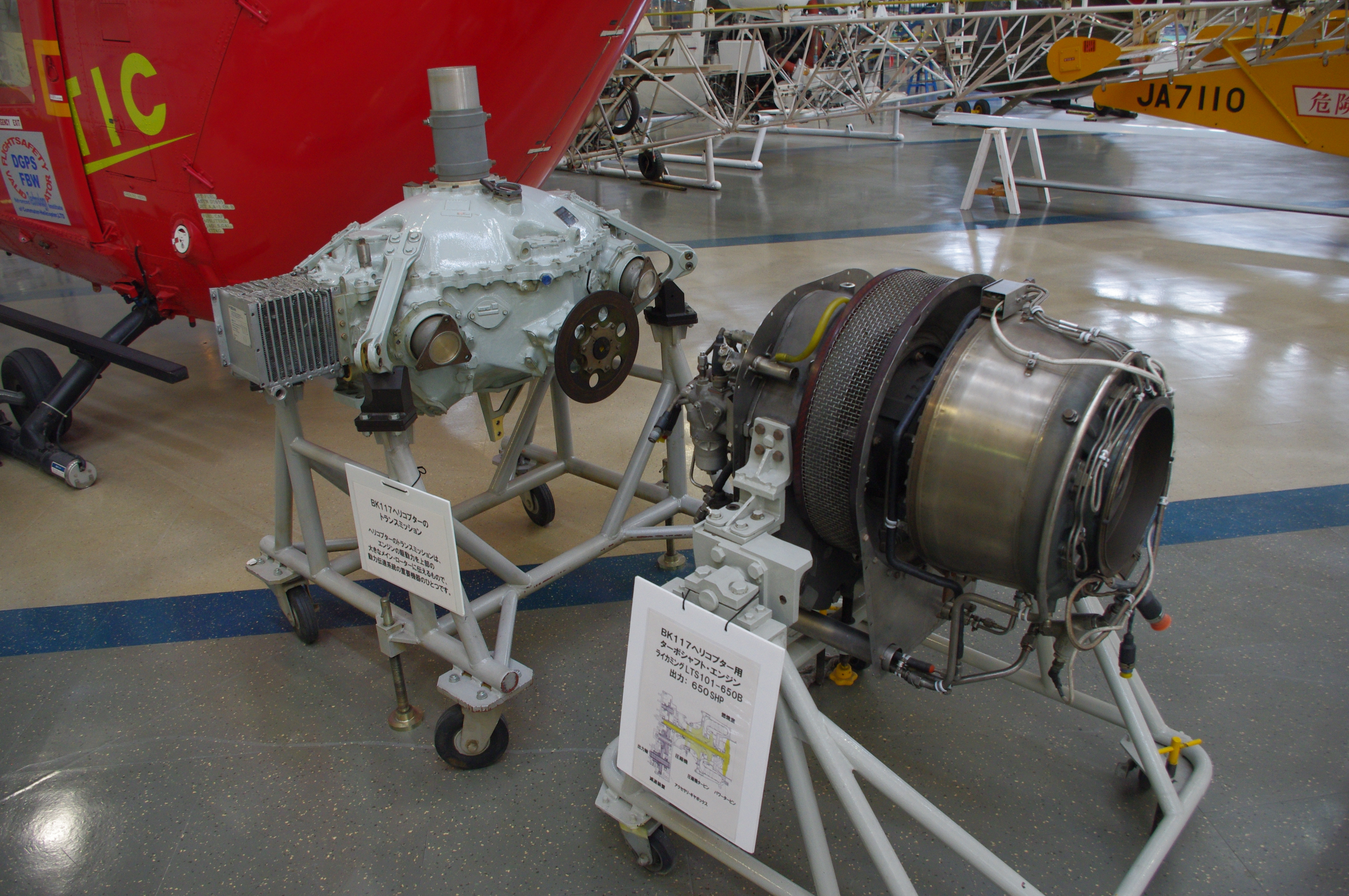
Трансмиссия и один из двигателей Lycoming LTS101-650B, которые устанавливались на BK 117

MBB/Kawasaki BK 117 — это двухмоторный средний многоцелевой вертолет. Конструктивно ВК.117 является дальнейшим развитием известного вертолета Во-105 фирмы MBB. При его создании широко использовались конструктивные решения и прогрессивные технологии, уже опробованные и хорошо зарекомендовавшие себя на Во-105. Планер вертолёта изготовлен из клепаного металла с минимальным использованием композитных материалов. Для того, чтобы освободить внутреннее пространство, как двигатели, так и трансмиссия расположены над основной кабиной. Были предприняты значительные усилия для снижения веса летательного аппарата, где это было возможно, но без ущерба для структурной целостности вертолёта. Как и базовая модель, ВК.117 имеет фюзеляж полумонококовой конструкции с большой площадью остекления. В санитарном варианте пассажирская кабина имеет восемь различных конфигураций размещения специального оборудования, раненых и сопровождающих их медработников. Размеры кабины позволяют свободно выполнять медицинские процедуры и даже операции непосредственно в полете. Доступ в кабину осуществляется через две сдвижные двери по обеим сторонам фюзеляжа и через двухстворчатую дверь в задней части фюзеляжа. Задние окна кабины являются аварийными люками. Горизонтальное оперение, установленное на хвостовой балке, снабжено концевыми шайбами. Размах оперения 2,7 метра..
Установленный на вертолете бесшарнирный "жесткий" несущий винт системы MBB состоит из цельной крестообразной титановой головки несущего винта с четырьмя внутренними втулками из титана, на которых посредством двух болтов каждая крепятся четыре лопасти, изготовленные из усиленного стеклопластика. Передние кромки лопастей защищены от эрозии и повреждения посторонними предметами стальной обшивкой. Эти лопасти сохраняют работоспособность при простреле их пулями, они устойчивы по отношению к ударам и механическим повреждениям. Четырехлопастной основной винт был меньше и вращался медленнее, чем многие из его современников, что снижало как вибрацию, так и шум, а также позволяло типу использовать более компактные посадочные площадки. Высоко расположенная хвостовая балка и хвостовой винт BK 117 также имели несколько преимуществ, таких как повышенная безопасность для персонала на земле. Рулевой винт с двумя лопастями, также изготовленными из усиленного стеклопластика, установлен в верхней части стреловидного киля. При этом оба винта расположены на такой высоте над поверхностью взлетно-посадочной площадки, что исключается ранение ими людей, находящихся рядом с вертолетом.

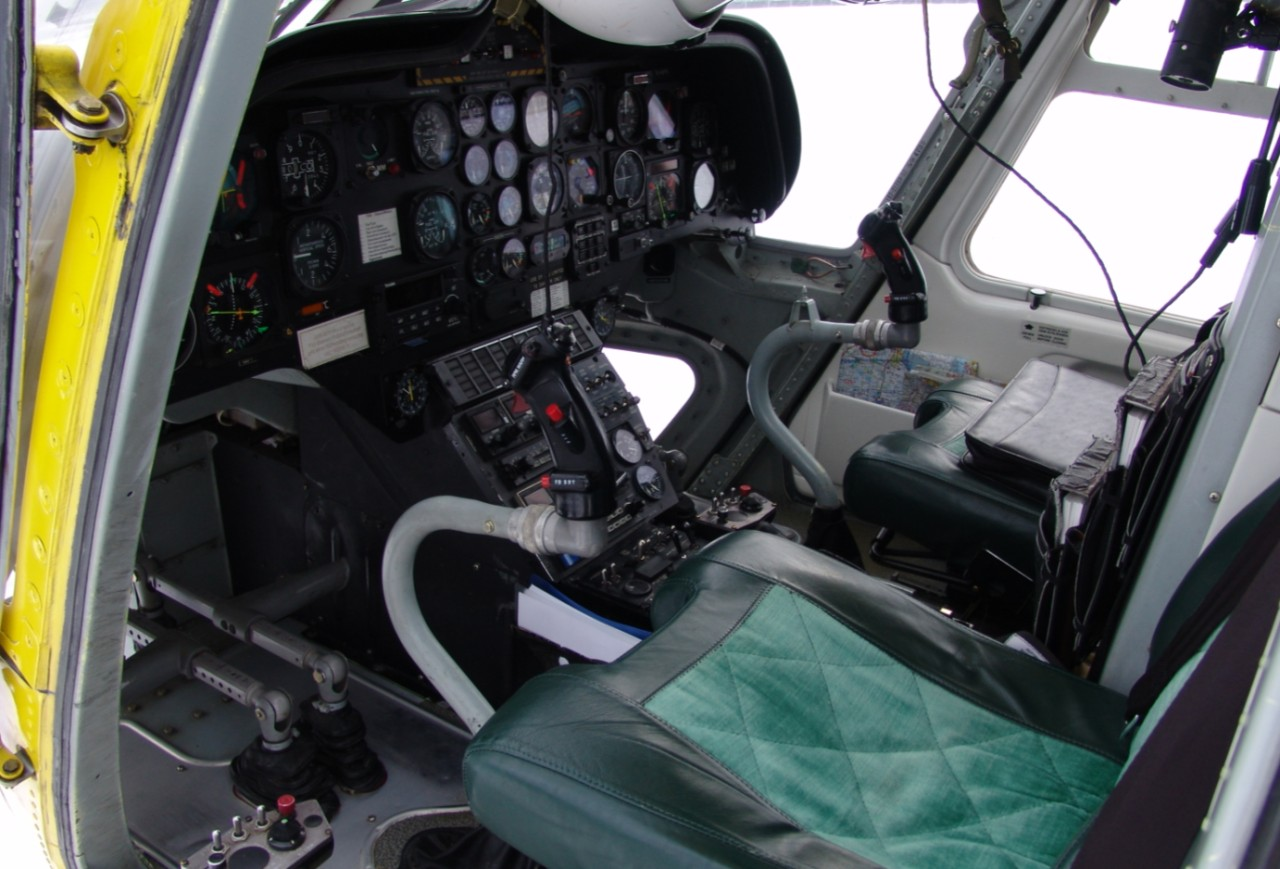
Кабина пилотов BK 117

Ранние версии BK 117 были оснащены парой турбовальных двигателей Lycoming LTS101, взлетной мощностью 503 кВт со значительным резервом мощности для защиты от отказа одного двигателя. Хотя каждый двигатель обладает достаточной мощностью для поддержания полета, и даже взлета в случае выхода из строя одного двигателя, этот вертолёт также имеет  возможности для авторотации. Чтобы продлить срок службы и повысить надежность, MBB настроила двигатели на работу на оборотах в минуту ниже стандартных. Двигатели регулируются с помощью специализированной системы управления, которая плавно и равномерно регулирует обороты и крутящий момент между обоими двигателями, даже во время энергичных маневров.  Управление мощностью было значительно упрощено за счет добавления автоматической системы регулятора двигателя, позволяющей пилотам просто следить за показателями крутящего момента и температуры двигателя. Также возможна установка пары двигателей Turbomeca Arriel 1Е взлетной мощностью 520 кВт каждый. Силовая установка с двигателями Arriel имеет систему автоматического регулирования числа оборотов винта, которая в случае выхода из строя одного из двигателей немедленно переводит другой двигатель на повышенный режим работы. Главный редуктор установлен впереди двигателей, благодаря чему обеспечивается его охлаждение потоком воздуха, поступающего к двигателям через боковые воздухозаборники и общий коллектор с фильтром. Самолет также может быть соответствующим образом оборудован для полетов по правилам полетов по приборам, а также для полётов с одним пилотом.
Топливная система вертолёта включает четыре мягких бака емкостью 608 литров (два основных и два расходных), установленных под полом грузовой кабины. С тремя дополнительными баками (два по 200л и один — 100л) запас топлива составляет 1108 литров. Подача топлива обеспечивается двумя насосами.
Стандартный комплект оборудования BK 117 включает указатель воздушной скорости, высотомер с кодирующим устройством, авиагоризонт с экраном 100 мм, резервный авиагоризонт с экраном 96 мм, гиромагнитную бортовую курсовую систему, навигационный индикатор, магнитный компас. Двойное управление и двойной комплект приборов для визуального полета устанавливаются по требованию заказчика. Навигационные связные системы и другое радионавигационное оборудование, устанавливаемое по требованию заказчика, включает приемопередатчики метрового диапазона, дециметрового диапазона и KB, автоматический радиокомпас, навигационные системы в диапазоне низких частот, легкую доплеровскую навигационную систему, радиолокационный высотомер, приемоответчик или систему опознавания "свой—чужой", высотомер с кодирующим устройством, дальномерную систему и многорежимную РЛС.

## Варианты
BK 117 P-2

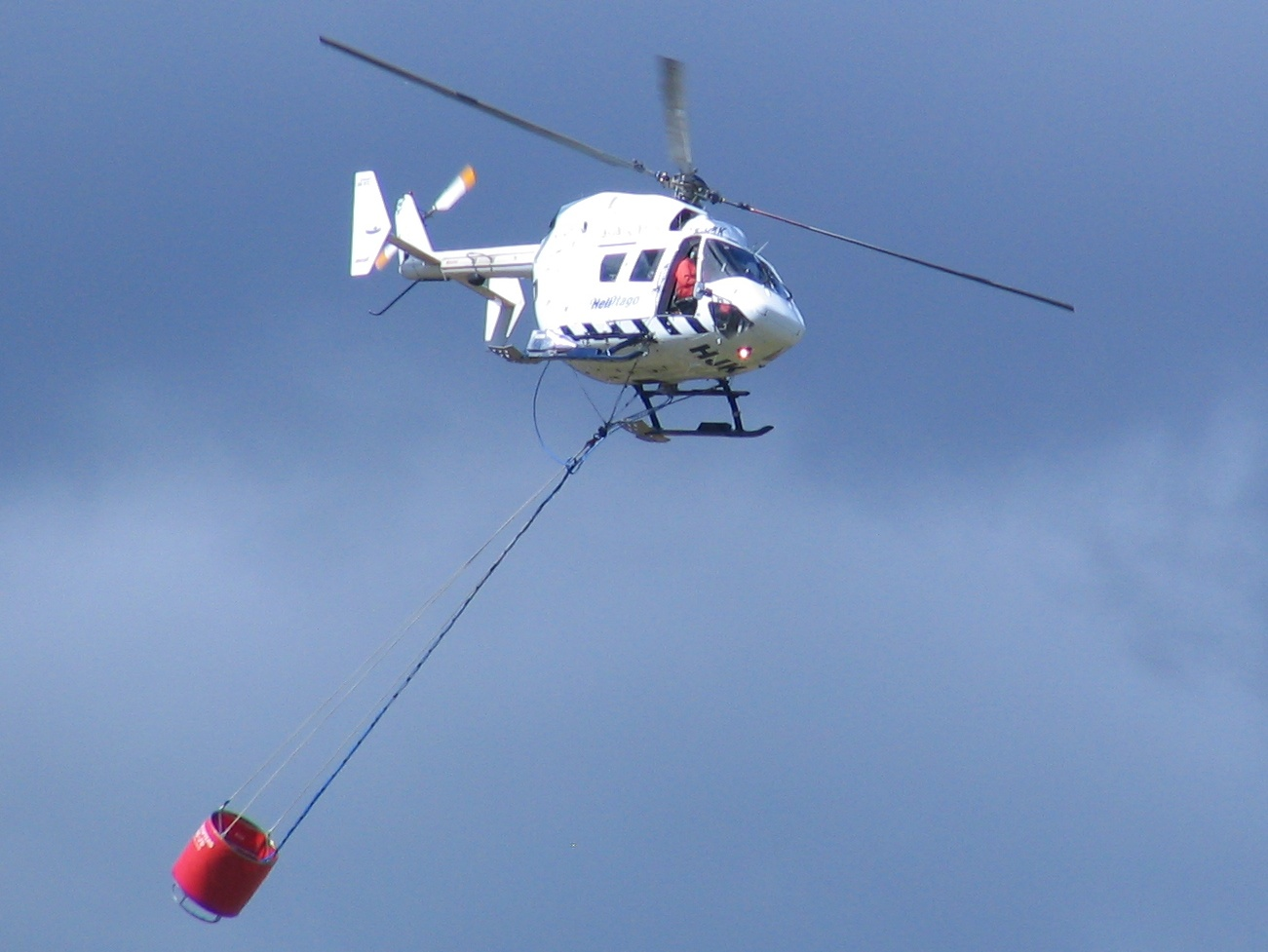
BK 117 B-2 участвующий в тушении лесных пожаров в Новой Зеландии

Первый прототип, собранный в Германии. Совершил первый полёт 13 июня 1979 года. В настоящее время - экспонат в музее вертолётов в Бюккебурге.
BK 117 S-01
Первый предсерийный прототип. Сейчас выставлен на крыше штаб-квартиры компании DRF Luftrettung в аэропорту Штутгарта.
BK 117 P-3/P-5
Японский прототип, первый полет которого состоялся 10 августа 1979 года. В настоящее время экспонируется в Аэрокосмическом музее в городе Какамигахара в Японии.
BK 117 A-1
Оснащен двумя двигателями Lycoming LTS 101-650B-1. Первый полет состоялся 23 апреля 1982 года.
BK 117 A-3
Представленный в марте 1985 года,  вариант A-3 имеет более крупный рулевой винт с модернизированными лопастями, автоматическую дублированную систему управления и автостабилизации (CSAS — Control and Stability Augmentation System) и максимальную взлетную массу, увеличенную до 3200 кг (7055 фунтов). Вооруженные силы Канады арендовали один вертолёт BK 117-A3 для программы испытаний и обозначили его как CH-143. Когда программа была завершена, самолет был возвращен филиалу MBB Helicopter Canada.
BK 117 A-4
Представленный в июле 1986 года, A-4 имеет увеличенные лимиты по взлетной мощности и улучшенную втулку хвостового винта. Произведенные в Германии вертолёты имеют возможность использовать топливо, находящееся в дополнительных топливных баках внутри кабины, что обеспечивает большую дальность полёта.
BK 117 A-3M
Военная версия, представленная в виде макета на Парижском авиасалоне в 1986 году. A-3M оснащен более высокими полозьями шасси из-за возможности установки пулеметной турели под фюзеляжем и может перевозить 11 экипированных военнослужащих. На этой турельной установке производства британской компании Lucas Industries может быть установлен крупнокалиберный пулемет Browning M2 (12,7 мм)  с боекомплектом в 450 патронов и с управлением с помощью нашлемного прицела. A-3M также имеет узлы внешней подвески вооружения, на которых могут быть размещены до восьми противотанковых ракет HOT II или TOW либо же различные ракеты класса «воздух-воздух», блоки с неуправляемыми авиационными ракетами или автоматические пушки, размещенные в контейнерах. Также возможна установка до двух крупнокалиберных пулемётов по бокам фюзеляжа для стрельбы из дверных проёмов.
BK 117 B-1
Представленный в декабре 1987 года, B-1 был оснащен двигателями LTS 101-750B-1, обеспечивающими повышенную производительность и увеличение перевозимой полезной нагрузки на 140 кг.
BK 117 B-1C

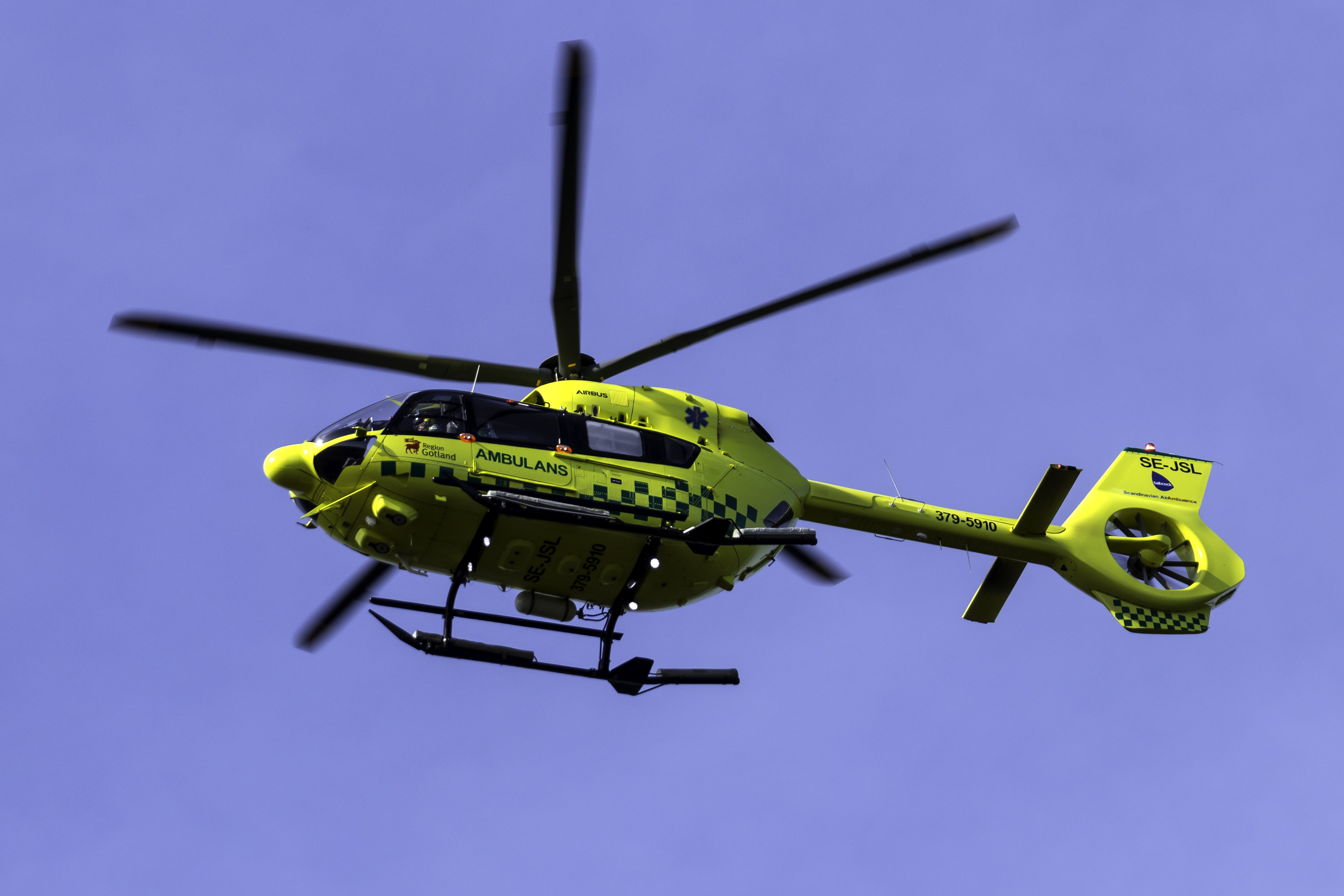
Airbus Helicopters H145 являющийся дальнейшим развитием вертолётов семейства BK 117

Сертифицированная в Великобритании версия с уменьшенной дальностью и продолжительностью полета.
BK 117 B-2
Максимальный общий вес увеличен до 3350 кг, в стандартной комплектации установлены 2 двигателя AlliedSignal Lycoming LTS101-750B-1, новые лопасти рулевого винта, улучшены характеристики вертолёта в условиях высокогорной местности и больших температур. Улучшены летные характеристики для зависания при наличии экранного эффекта и зависания без экранного эффекта (HIGE/HOGE), а также увеличен практический потолок для полёта на одном двигателе.
BK 117 C-1
Оснащен двумя двигателями Turbomeca Arriel 1E. На более поздние модели могут быть установлены двигатели Arriel 1E2.
NBK 117
Модель, изготовленная по лицензии в Индонезии компанией Indonesian Aerospace.
BK 117-850D2
Представленный в 2010 году вариант 850D2 представляет собой модернизацию варианта BK 117 B-2 с двигателями Honeywell LTS 101-850B-2, а так же конструкционные решения, направленные на улучшение характеристик полёта при аварийном отказе одного двигателя. Разработка и сертификация модернизированной версии проводились в Новой Зеландии компанией Airwork из Ардмора совместно с компанией Flight Structures Ltd.
ПРИМЕЧАНИЕ: Все более поздние модели являются производными от BK 117 от Eurocopter и позднее от Airbus Helicopters. Поэтому модели BK 117-C2, -D2 и -D3 более известны под их коммерческим обозначением EC145 и H145. Тем не менее, все модели имеют один и тот же сертификат типа EASA (см. Информационный лист сертификата типа EASA).

## Операторы

### Гражданские операторы
Большинство вертолетов эксплуатируются различными аварийно-спасательными и медицинскими службами, хотя ими также пользуются частные лица, компании и операторы чартерных перевозок. Ниже представлены некоторые гражданские операторы вертолёта MBB/Kawasaki BK.117.
 Австралия
- CareFlight[англ.][16]
- Westpac Lifesaver Rescue Helicopter Service[англ.][17]

 Германия

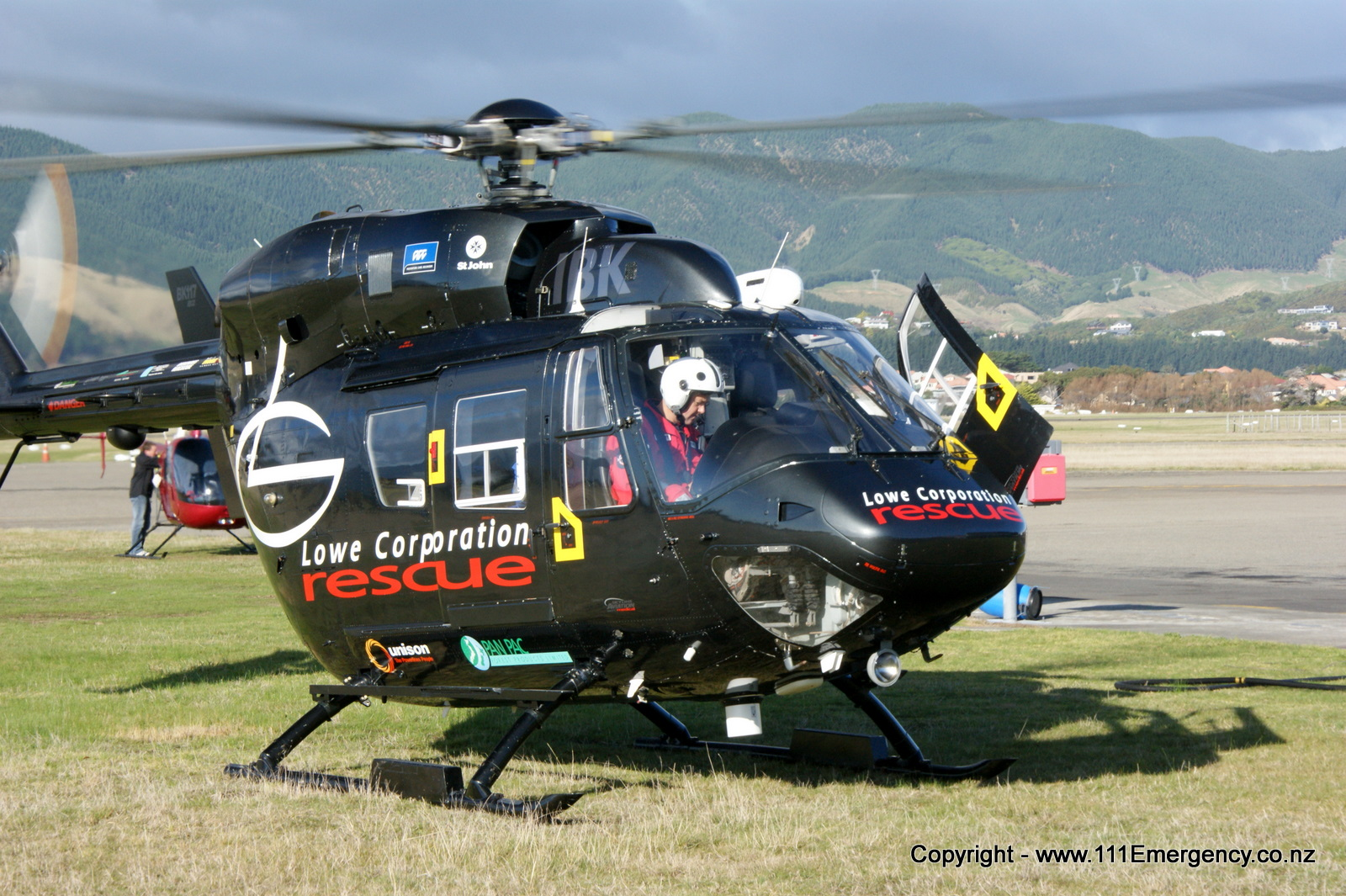
MBB/Kawasaki BK 117 в варианте поисково-спасательного вертолёта

- Всеобщий немецкий автомобильный клуб[18]
- DRF Luftrettung[19]

 Канада
- Shock Trauma Air Rescue Service[англ.][20]
- Helico Secours[21]

 Кения
- Everett Aviation[22]

 Китайская Республика
- Daily Air Corporation[23]

 Новая Зеландия
- Auckland Rescue Helicopter Trust[англ.][24]
- Life Flight (New Zealand)[англ.][25]
- Canterbury West Coast Air Rescue Trust[26]
- Otago Rescue Helicopter Trust[англ.][27]

 США
- Air Methods[англ.][28]
- Детская больница Сент-Луиса[29]
- Региональный медицинский центр Орландо[30]

 Таиланд
- Si Chang Flying Services[31]

 Швейцария
- Rega (служба воздушного спасения)

### Правительственные и военные операторы
Австралия

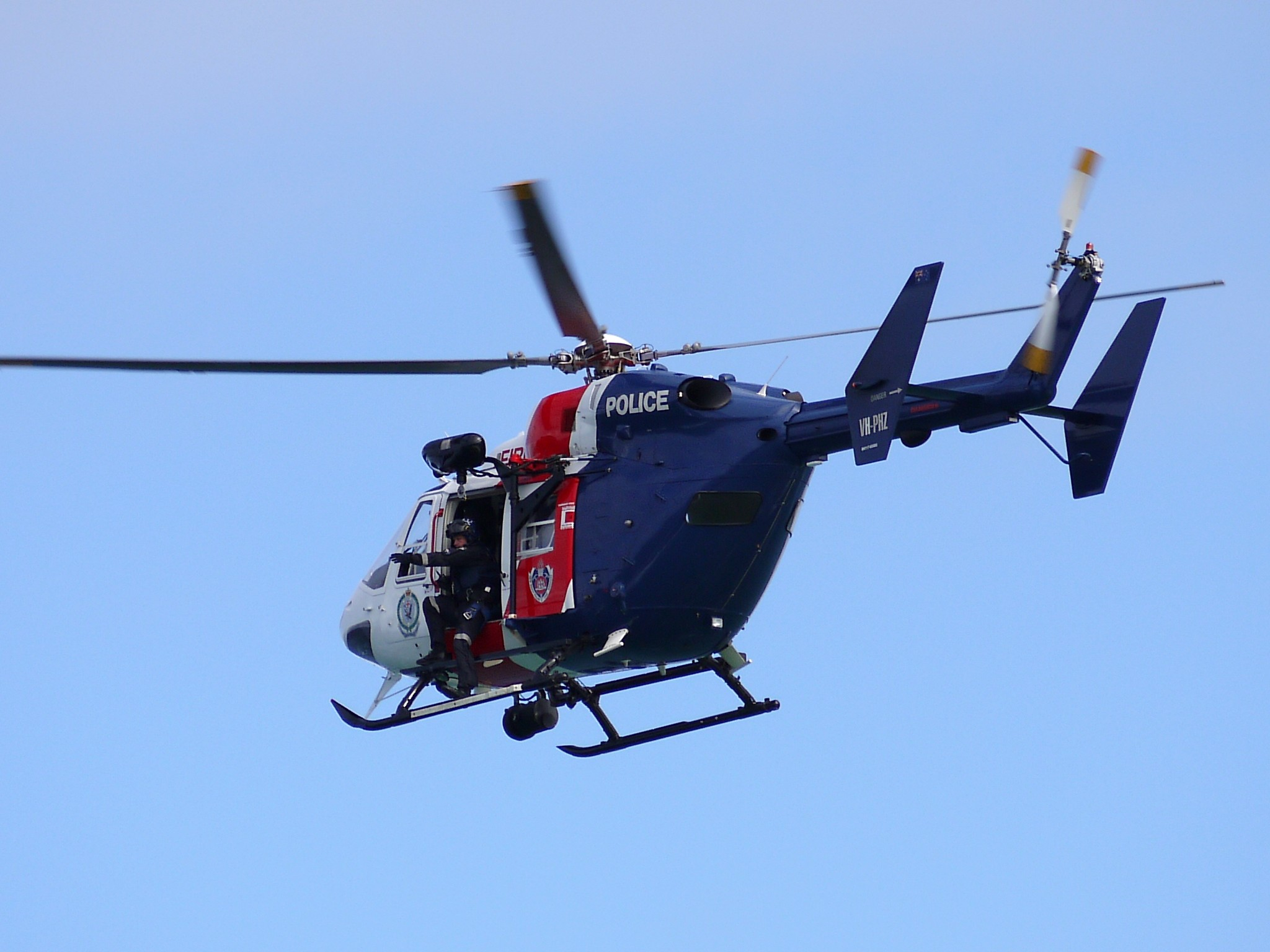
BK 117 Австралийской полиции

- Пожарная служба Нового Южного Уэльса
- Полиция штата Новый Южный Уэльс[32]
- Полиция штата Западная Австралия[33]

 Германия
- Федеральная полиция Германии

 Греция
- Пожарная служба Греции[34]

 Испания
- Гражданская гвардия Испании[35]

 Колумбия
- ВМС Колумбии[36]

 Мадагаскар
- ВВС Мадагаскара[36]

 Перу
- Национальная полиция Перу[37]

 Россия
- МЧС России[38]

 США
- Департамент шерифа округа Риверсайд[39]

 Чили
- Карабинерия Чили[40]
- ВВС Чили[36]

 ЮАР
- Полиция ЮАР[41]
- ВВС ЮАР[36]

 Япония
- Префектурные департаменты полиции[42]

## Тактико-технические характеристики
Приведенные характеристики соответствуют модификации BK 117C-1.
Источник данных: Jane's, 2004.

Технические характеристики
- Экипаж: 1 пилот
- Пассажировместимость: до 9 пассажиров
- Длина: 13,01 м
- Диаметр несущего винта: 11,0 м
- Диаметр рулевого винта: 1,96 м
- Высота: 3,85 м (с вращающимися винтами)
- Площадь, ометаемая несущим винтом: 95,03 м²
- Профиль крыла: NACA 23012/23010 (лопасти винта)
- Колея шасси: 2,5 м
- Масса пустого: 1764 кг
- Максимальная взлётная масса: 3350 кг
  - с грузом на подвеске: 3500 кг
- Масса топлива во внутренних баках: 558 кг
- Объём топливных баков: 685 л
- Силовая установка: 2 × турбовальных Turbomeca Arriel 1E2 или 2 × Textron Lycoming LTS 101-750B-1
- Мощность двигателей: 2 × 738 л. с. (2 × 550 кВт (взлётная))

Лётные характеристики
- Максимально допустимая скорость: 277 км/ч
- Максимальная скорость: 250 км/ч
- Крейсерская скорость: 235 км/ч
- Практическая дальность: 540 км
- Продолжительность полёта: 2 ч 50 мин
- Практический потолок: 5480 м
- Статический потолок:  
  - с использованием эффекта земли: 3690 м
  - без использования эффекта земли: 3520 м
- Скороподъёмность: 10,9 м/с
- Нагрузка на диск: 35,25 кг/м²
  - с грузом на подвеске: 36,8 кг/м²
- Тяговооружённость: 219,8 Вт/кг
  - с грузом на подвеске: 210,1 Вт/кг